# Carmen García Mateo
Carmen García Mateo (Vigo, 1963) es una ingeniera española, catedrática de Teoría de la Señal y Comunicaciones en la Universidad de Vigo. Pionera en el ámbito de la Ingeniería de Telecomunicación en España, lidera el Grupo de Tecnologías Multimedia (GTM), estando especializada en tecnologías del habla, e inteligencia artificial aplicada a la detección por voz de enfermedades neurodegenerativas. Fue vicerrectora de Titulaciones y Convergencia Europea (2006–2010) y es una figura destacada en la promoción de la igualdad de género en la ciencia y tecnología. En 2014, recibió el premio María Wonenburger concedido por la Xunta de Galicia. 

## Trayectoria
Carmen García Mateo obtuvo el título de Ingeniería de Telecomunicación en la Universidad Politécnica de Madrid (1987), donde se doctoró en 1993 con una tesis centrada en la codificación de voz a baja velocidad. Fue una de las pocas mujeres de su generación en esta disciplina: solo el 8% del alumnado de su promoción eran mujeres. En 1987 se incorporó como docente a la Escuela de Ingeniería de Telecomunicación de la Universidade de Vigo, recién creada en aquel momento, convirtiéndose en una de sus primeras profesoras.
Realizó estancias de investigación en centros internacionales de referencia como la Universidad de California, Santa Bárbara (1994), Bell Labs (1997 y 1999), Universidad Estatal de Míchigan (2005) y la Universidad de Kent (2013).

## Actividad investigadora
Dirige el Grupo de Tecnologías Multimedia (GTM) en el centro de investigación AtlantTIC de la UVigo, centrado en las tecnologías del habla, reconocimiento de lengua de signos, acústica y procesado de sonido y técnicas avanzadas de procesado de voz e imagen para la detección de enfermedades neurodegenerativas. Perteneció a comités de dirección de proyectos europeos como BioSecure, y lideró el desarrollo del conversor texto-voz bilingüe Cotovía, en gallego y castellano.
Cuenta con más de cien publicaciones científicas y ha dirigido alrededor de una decena de tesis doctorales.

## Docencia y gestión universitaria
Imparte docencia en materias como Procesado Digital de Señales o Análisis de circuitos lineales. Fue vicerrectora de Titulaciones y Convergencia Europea entre 2006 y 2010, pilotando y coordinando la reorganización de la oferta de grado y máster y doctorado y en la implementación del Espacio Europeo de Educación Superior. Durante esta etapa tuvo un papel destacado en la modernización curricular de la UVigo y en el impulso de metodologías docentes innovadoras.
Fue la coordinadora del programa de doctorado en Tecnologías de la Información y Comunicaciones (DocTIC) de la Universidad de Vigo desde su puesta en marcha en 2012 hasta 2019, y directora del departamento de Teoría de la señal y comunicación desde 2017 a 2019.

## Compromiso con la Igualdad
Reconocida por la defensa activa del papel de las mujeres en la ciencia y la tecnología, ha insistido en la necesidad de visibilizar el liderazgo femenino en espacios tradicionalmente masculinizados. En su discurso al recibir el Premio Wonenburger subrayó la importancia de "sentarse a la mesa" y tomar la iniciativa para cambiar el statu quo. Citando a Sheryl Sandberg, defendió que el mundo funcionaría mejor si "la mitad de los países fuesen dirigidos por mujeres, y la mitad de los hogares por hombres".

## Reconocimientos
Fue galardonada en 2014 con el Premio María Josefa Wonenburger Planells,que la Unidade de Muller e Ciencia de la Xunta de Galicia, por su relevante trayectoria en los campos de las ciencias y de la tecnología. Además, es miembro del Consejo de Cultura de Galicia desde 2016y es  miembro fundadora de la Sociedad Española de Acústica Forense (SEAF).
En 2023 la revista Gciencia la consideró una de las 20 mujeres científicas de Galicia que debes conocer.